# Estaciones de salvamento de Río de Janeiro

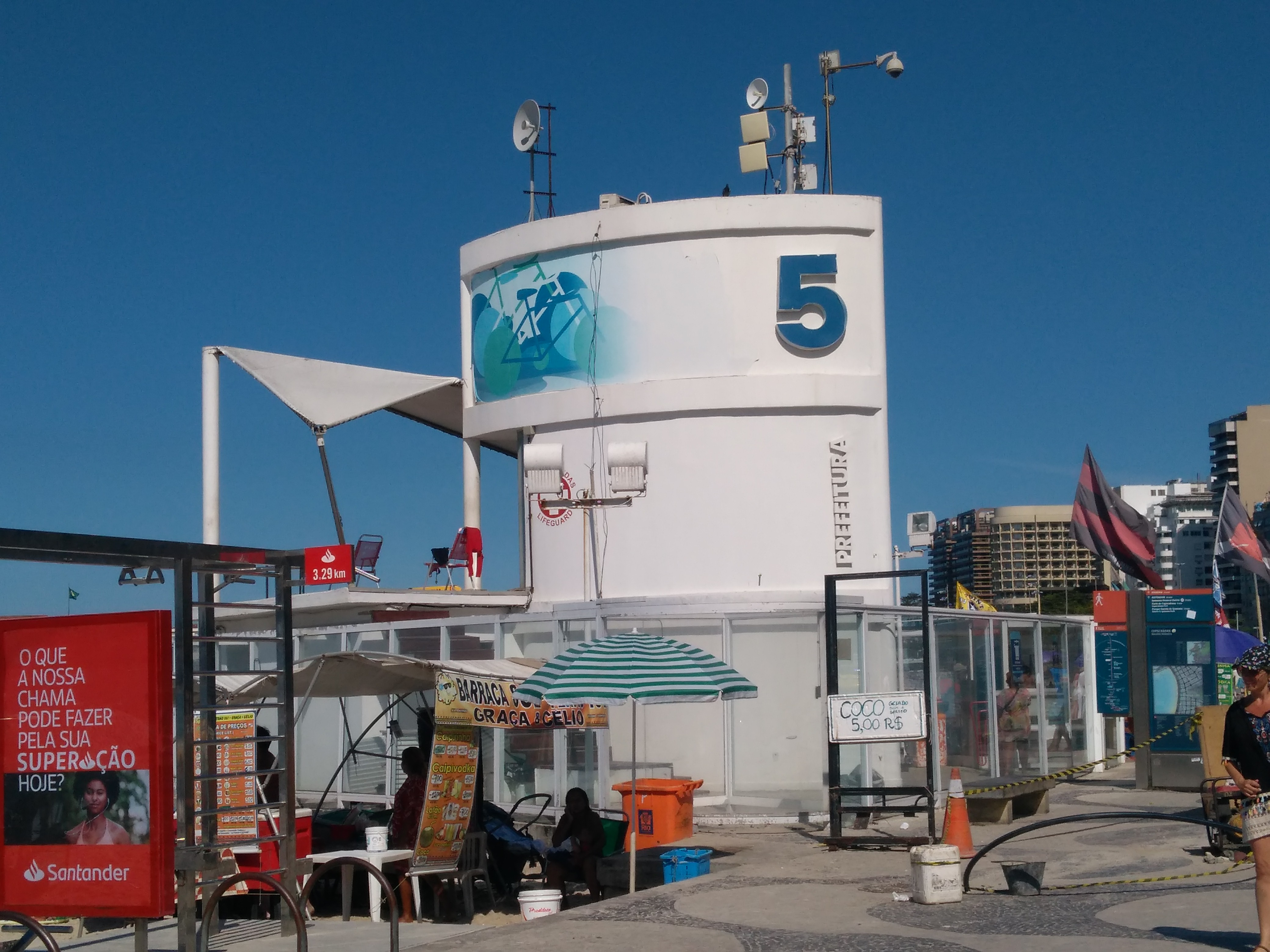
Puesto 5, en Copacabana.

Los estaciones de salvamento de Río de Janeiro, que también pueden traducirse como estaciones o puestos de rescate o de socorro (en portugués, postos de salvamento, también denominados simplemente postos), son construcciones en forma de torre instaladas en las playas de Río de Janeiro, Brasil, desde las cuales los guardavidas se encargan de vigilar a los bañistas para intervenir ante posibles emergencias y realizar salvamentos acuáticos. Los puestos también cuentan con baños públicos, duchas y casilleros pagos y son habitualmente utilizados como referencia para denominar a los distintos sectores de las playas o incluso de los barrios de alrededor.
Rio de Janeiro cuenta con 25 estaciones numeradas en sus playas, separadas aproximadamente un kilómetro entre una y otra, y divididas en dos grupos: 13 puestos de Leme a São Conrado, y 12 puestos de Barra da Tijuca a Recreio dos Bandeirantes.
| Estación  | Barrio      | Punto de referencia                                                            |
| --------- | ----------- | ------------------------------------------------------------------------------ |
| Puesto 1  | Leme        | Rua Anchieta, en el centro de la playa de Leme                                 |
| Puesto 2  | Copacabana  | Rua Ronald de Carvalho y el área de la plaza Lido y el hotel Copacabana Palace |
| Puesto 3  | Copacabana  | Rua Hilário de Gouveia, en la zona de Peixoto                                  |
| Puesto 4  | Copacabana  | Rua Constante Ramos                                                            |
| Puesto 5  | Copacabana  | Rua Sá Ferreira y la zona del hotel Othon                                      |
| Puesto 6  | Copacabana  | Rua Joaquim Nabuco, en el área de los pescadores y el Fuerte de Copacabana     |
| Puesto 7  | Ipanema     | Piedra de Arpoador                                                             |
| Puesto 8  | Ipanema     | Rua Joaquim Nabuco y el área de la plaza General Osório                        |
| Puesto 9  | Ipanema     | Rua Vinícius de Moraes y la zona de la plaza Nossa Senhora da Paz              |
| Puesto 10 | Ipanema     | Rua Aníbal de Mendonça hasta el límite con Leblon (canal de Jardim de Alah)    |
| Puesto 11 | Leblon      | Rua Almirante Guilhem hasta el límite con Ipanema (canal de Jardim de Alah)    |
| Puesto 12 | Leblon      | Rua Aristides Espinola hasta la zona del mirador al final de Leblon            |
| Puesto 13 | São Conrado | Avenida Niemeyer y la zona del Hotel Nacional                                  |

| Estación  | Barrio                   | Punto de referencia                                                      |
| --------- | ------------------------ | ------------------------------------------------------------------------ |
| Puesto 1  | Barra da Tijuca          | Zona de Jardim Oceânico, el rompeolas de la Barra y el canal de Joatinga |
| Puesto 2  | Barra da Tijuca          | Avenida Adilson Serôa da Motta y área central de Jardim Oceânico         |
| Puesto 3  | Barra da Tijuca          | Rua Cel. Euríco de Sousa Gomes Filho                                     |
| Puesto 4  | Barra da Tijuca          | Rua Dep. José da Rocha Ribas y zona del hotel Wyndham                    |
| Puesto 5  | Barra da Tijuca          | Avenida Evandro Lins e Silva                                             |
| Puesto 6  | Barra da Tijuca          | Rua Village Oceanique                                                    |
| Puesto 7  | Barra da Tijuca          | Rua Lourenço Filho                                                       |
| Puesto 8  | Barra da Tijuca          | Rua São Régulo                                                           |
| Puesto 9  | Recreio dos Bandeirantes | Avenida Pedro Moura                                                      |
| Puesto 10 | Recreio dos Bandeirantes | Avenida Glaucio Gil                                                      |
| Puesto 11 | Recreio dos Bandeirantes | Avenida Albert Sabin                                                     |
| Puesto 12 | Recreio dos Bandeirantes | Zona de la plaza del Pontal y la Piedra del Pontal                       |

## História
En 1900 se instaló el primer puesto de socorro en la playa de Copacabana, un cobertizo de madera con la denominación Sociedade de Socorro Balneários. Más tarde se construyeron postes con una plataforma donde se ubicada un guardavidas, y en 1924 se erigieron las primeras estaciones de hormigón, que recién en 1951 se extendieron a Ipanema y Leblon.
Las actuales estaciones de salvamento surgieron de un proyecto del arquitecto Sérgio Bernades, quien diseñó en 1976 las construcciones de hormigón con torres en forma de quilla de tres plantas, con una cubierta en el nivel medio que permite a los guardavidas controlar el movimiento de los bañistas en las playas.
Los 25 puestos se extendieron desde Leme hacia el sudoeste, cubriendo todas las playas de Zona Sur para llegar hacia el oeste a Barra da Tijuca y Recreio dos Bandeirantes. A lo largo de los años sufrieron algunas modificaciones y fueron restaurados manteniendo el diseño original.

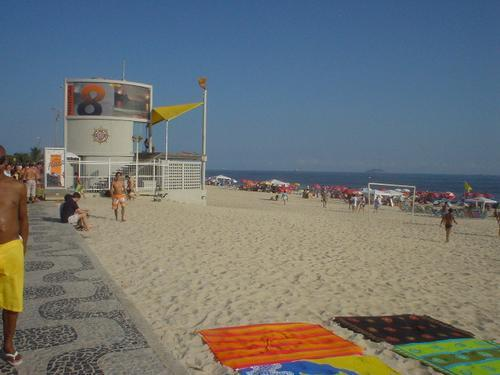
Puesto 8, en Ipanema.

## Uso y funciones
Además del servicio de guardavidas, cada estación de salvamento dispone de baños públicos, duchas, casilleros y vestuarios, a los que puede acceder el público en general pagando una tarifa.
Tanto turistas como cariocas suelen utilizar las estaciones de salvamento para referirse a las distintas zonas de las playas, así como a las áreas urbanizadas de los alrededores. De esta manera, cuando alguien por ejemplo indica como referencia el posto 7 hace alusión a la playa de Arpoador, mientras que el posto 6 hace mención al área cercana al Fuerte de Copacabana y los puestos de pescadores.
También hay un periódico que se publica mensualmente y se llama "Posto Seis", en clara referencia a la zona de Copacabana en torno a la estación 6.
Cada zona tiene su característica propia, por ejemplo: el puesto 6 de Copacabana es una zona frecuentada por bañistas que practican surf de remo, mientras que los surfistas eligen la estación 7 de Arpoador. El puesto 8 suele ser el área de encuentro de la movida LGBT, mientras que en los alrededores de las estaciones 11 y 12 de Leblon hay escuelas de surf y canchas de vóley de playa y fútbol playa.